# Алехандро Гаттікер
Алехандро Гаттікер (ісп. Alejandro Gattiker; нар. 5 травня 1958) — колишній аргентинський тенісист.
Найвищу одиночну позицію світового рейтингу — 194 місце досяг 4 січня 1982, парну — 119 місце — 3 січня 1983 року.

## Титули на челленджерах

### Парний розряд: (2)
| Ранг | Рік  | Турнір                     | Покриття | Партнер         | Суперники                  | Рахунок  |
| ---- | ---- | -------------------------- | -------- | --------------- | -------------------------- | -------- |
| 1.   | 1983 | Ле-Туке-Парі-Плаж, Франція | Ґрунт    | Карлос Гаттікер | Тарік Бонабіль Жан-Луї Ейє | 7–6, 6–2 |
| 2.   | 1983 | Мессіна (місто), Італія    | Ґрунт    | Карлос Гаттікер | Хуан Агілера Пабло Аррая   | 7–5, 6–2 |